# Мэшем, Дамарис
Леди Дамарис Мэшем (англ. Damaris Cudworth Masham, 18 января 1659 — 20 апреля 1708) — английская писательница, философ, теолог и защитница женского образования, которую называют протофеминисткой. Она преодолела некоторую слабость зрения и отсутствие доступа к формальному высшему образованию, чтобы завоевать уважение выдающихся мыслителей своего времени. Имея обширную переписку, она опубликовала две работы: «Беседы о любви к Богу» (1696) и «Мысли о добродетельной или христианской жизни» (1705). Она особенно известна своей давней взаимовлиятельной дружбой с философом Джоном Локком.

## История семьи

### Ранние годы

#### Ралф Кедворт (1617—1688)
Дамарис Кедворт, родилась 18 января 1659 года (дочь преподобного профессора Ралфа Кедворта и его жены Дамарис Кедворт (урождённая Крэдок) (ум. 1695)), через пять лет после того, как её отец стал магистром Колледжа Христа в Кембриджском университете (эту должность он занимал до конца своей жизни). Выдающийся классик и Regius-профессор иврита, Ралф Кедворт получил образование в нонконформистской среде Эммануил-колледжа в 1630-х годах. И его отец (священнослужитель и королевский капеллан, которого также звали Ралф Кедворт), и отчим, священник Джон Стоутон (1593—1639), ранее учились и имели там стипендии, а затем последовательно занимали ректорат колледжа в Аллере, Сомерсет (где родился младший Ралф). Он стал ведущей фигурой кембриджской платонистской школы и вложил огромную эрудицию и оригинальность в свой великий труд «Истинная интеллектуальная система Вселенной» (только первая очень существенная часть которого была готова к 1671 году, с публикацией в 1678 году). Явно опровергая атеистический детерминизм, его работа развивалась в критике аспектов кальвинистского богословия в свете его почти современника Рене Декарта и в противовес Томасу Гоббсу.

#### Дамарис Крэдок Эндрюс (ум. 1695)
Её мать, Дамарис, дочь Дамарис и Мэтью Крэдок из Лондона (ум. 1641), сперва была замужем за лондонским купцом-гражданином Томасом Эндрюсом (ум. 1653) (сын лорд-мэра Содружества Лондона сэр Томас Эндрюс), от которого было несколько сводных братьев и сестёр. Мачеха её матери Ребекка позже вышла замуж за неоплатоника Эммануил-колледжа Бенджамина Уичкота, чья племянница вышла замуж за друга своего отца доктора Джона Уортингтона (1657). Через семью своей матери Дамарис (леди Мэшем) приходилась двоюродной сестрой Закари Крэдоку, проректору Итона (1680—1695), и Сэмюэлю Крэдоку, нонконформистскому наставнику Уикхембрука, Саффолк (оба получили образование в Эммануил-колледже в Кембридже в 1640-е и 1650-е годы).
Сводная сестра Дамарис Кедворт, Дамарис Эндрюс (ум. 1687), вышла замуж за Эдварда Эбни, студента, выпускника и члена Колледжа Христа (с 1649), который получил высшую степень доктора обоих прав и отказался от своего членства, чтобы жениться на ней (1661). Её сводный брат, Джон Эндрюс (ум. после 1688), также учился в Колледже Христа (с 1664) и имел там стипендию (до 1675 года). Другой её сводный брат, Мэтью Эндрюс (ум. 1674), поступил в Куинз-колледж в Кембридже (1663/64) и был там научным сотрудником до своей смерти. В то время как её брат Чарльз Кедворт, умерший в Индии (1684) и к которому Локк заметил её нежную привязанность, мог получить образование в Тринити-колледже в Кембридже; другие её братья учились в Колледже Христа: Джон Кедворт (студент Джона Эндрюса, а затем научный сотрудник и преподаватель греческого языка (1672—1684)), и Томас Кедворт.

### Образование
Хотя в её молодости не осталось никаких сведений о формальном школьном образовании, необычный университетский контекст её семейной среды (и её знакомство с платонистским кругом её отца) дали ей преимущества и понимание в возрасте, когда высшее образование обычно было недоступно для женщин. Утверждения о том, что её учил отец или что она обязана своим развитием именно Джону Норрису (одному из первых соратников, с которым она разошлась), до некоторой степени излишни: она была интеллигентной молодой женщиной в блистательном доме академиков, встроенном в университетскую жизнь. Сама Дамарис подчёркивала важность материнского влияния на воспитание ребёнка.
Её ранние письма Джону Локку показывают, что она опытна в философских рассуждениях, способна обсуждать платонистские взгляды своего отца и знакома со многими платонистскими произведениями. К 1682 году она хорошо разбиралась в современной философии. И это несмотря на некоторую слабость зрения, которая повлияла на её способность читать так много, как она хотела. Медицинского заключения по этому поводу нет: Джон Норрис упомянул о её «слепоте» в своих «Размышлениях о поведении человеческой жизни» (1690), но это было утверждение, которому она сама противоречила и поправляла его. Джон Локк также упоминал о её зрении в переписке с Филиппом ван Лимборхом. Её научное призвание, само по себе необычное для женщины того времени, было достигнуто, несмотря на эту слабость.

## Брак (1685) и материнство

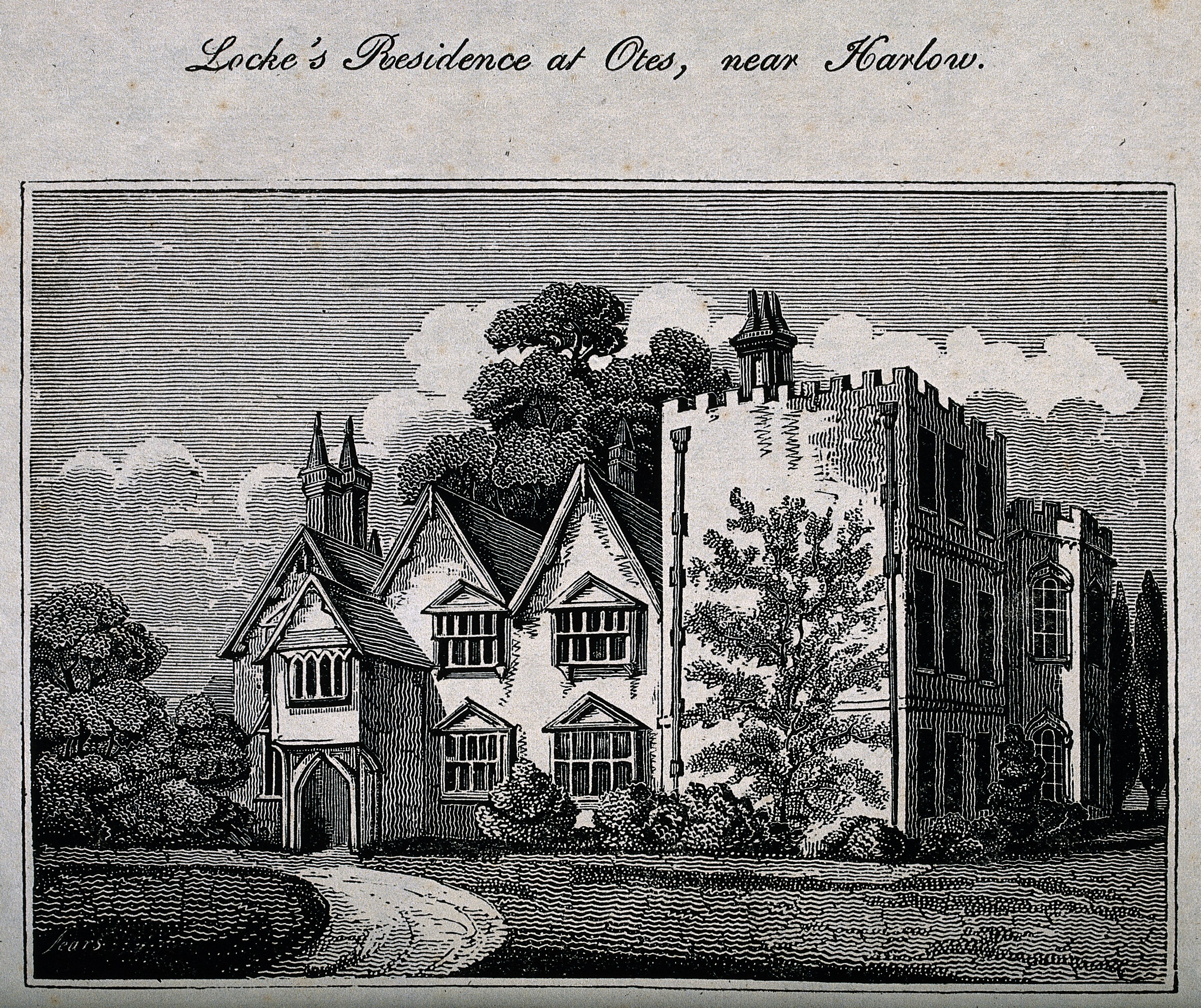
Поместье Оутс, Хай-Лейвер, Эссекс.

В 1685 году Дамарис Кедворт (26 лет) вышла замуж за сэра Фрэнсиса Мэшема, 3-го баронета (ок. 1646—1723), из поместья Оутс в Хай-Лейвер в графстве Эссекс (впоследствии она была названа леди Мэшем). У неё и сэра Фрэнсиса (вдовца), уже (от своей предыдущей жены Мэри Скотт) отца восьми детей, включая придворного Сэмюэля, 1-го барона Мэшема (1678/9-1758)), был один сын: Фрэнсис Кедворт Мэшем (1686—1731). Мало что известно об их личных отношениях: брак обеспечивал безопасность, если не большой социальный или образовательный прогресс. Когда отец Дамарис, Ралф Кедворт, умер в 1688 году, он оставил ей те английские книги из своей библиотеки, которые она могла выбрать. Её мать поддерживала тесные связи с домашним хозяйством своей дочери, и, когда она умерла (1695), она в значительной степени обеспечила свою дочь и назначила Джона Локка, Эдварда Кларка и епископа Эдварда Фаулера (её душеприказчика) попечителями для будущего благосостояния её внука, Фрэнсиса Кедворта Мэшема (который позже стал главным бухгалтером Канцлерского суда).

## Переписка и публикации
С двадцати лет Дамарис поддерживала близкие личные отношения с Джоном Локком (до конца его жизни). Вероятно, их свёл общий друг Эдвард Кларк. Они встретились до 1682 года и обменялись многими личными и часто кокетливыми письмами. Локк превосходно описал её в письме Филиппу ван Лимборху: «Сама дама так хорошо разбирается в богословских и философских исследованиях и обладает таким оригинальным умом, что вы не найдёте многих мужчин, которых она не превосходила бы богатством знаний и способностью извлекать из этого пользу». Она и Локк имели большое значение друг для друга в своей дружбе и учёбе, и Локк поселился в её доме (с 1691 года до своей смерти в 1704 году). Он привёз с собой свою библиотеку (около 2000 книг), купил для неё письменный стол, чернила и перья, оплатил переплет её произведений. Большая часть последней воли и завещания Локка посвящена подаркам, наследству и мероприятиям для Дамарис, леди Мэшем и её сына Фрэнсиса. Отчёт о последнем дне Локка (когда его посещала леди Мэшем) и о его характере был опубликован в 1705 году.
Постоянные товарищи, они обменивались идеями и теориями и развлекали многих других теологов и философов (включая сэра Исаака Ньютона и Франциска Меркурия ван Гельмонта). В это время Дамарис опубликовала свою первую работу «Беседы о любви к Богу» (1696 год), которая была ответом на «Практические беседы» Джона Норриса. Вскоре после смерти Локка она опубликовала свою самую известную работу «Мысли о добродетельной или христианской жизни» (1705 год). Оба труда были опубликованы анонимно, чтобы избежать предрассудков или неуместной вежливости по отношению к женщине-учёному: Пьер Бейль (который легко установил её авторство) поспешил исправить одно из своих предыдущих (неосторожных) замечаний относительно работы её отца подробным (и, вероятно) искренним комплиментом её умению и другим совершенствам. Её переписка с Готфридом Вильгельмом Лейбницем исследовала их соответствующие теории, включая работу последнего о предустановленной гармонии, работу её отца Ралфа Кедворта и отношения между телом и душой.

## Смерть (1708), мемориал и портреты
Дамарис Кедворт Мэшем умерла в Оутсе (20 апреля 1708) и была похоронена в среднем приделе Батского аббатства. Над её могилой было написано о «её Учении, Суждении, Здравомыслии и Проницательности вместе с её Искренностью и Любовью к Истине» (Ballard, 337).

### Портреты
Неизвестно о сохранившихся портретах Дамарис Кедворт Мэшем. Согласно описи, её матери принадлежал портрет, и Джон Локк заказал один у сэра Годфри Кнеллера (1704), но оба, похоже, были утеряны.

## Философия и идеалы
Учёные (такие как Жаклин Брод и Лоис Франкель), часто называли её «феминистка Локка». Опубликованные работы Дамарис Кедворт Мэшем представляли собой смесь платонизма её отца, теорий и аргументов Локка и её собственных протофеминистских идеалов и убеждений. Она раскритиковала двойные стандарты мужской и женской морали и отсутствие у женщин доступа к высшему образованию.
В своих «Случайных мыслях о добродетельной или христианской жизни» (1705) Дамарис Кедворт Мэшем делает два важных замечания относительно низкого уровня образования, даваемого женщинам. Во-первых, она утверждает, что предоставление женщинам более низкого образования делает их неспособными дать своим детям надлежащее образование (поскольку большинство детей в этот период получали раннее образование от своих матерей, а образование по-прежнему в основном предназначалось для членов элиты). Она пишет:

Улучшения Разума, как бы ни были необходимы Дамам для их Достижений как разумных Существ; и как бы они ни были нужны им для хорошего воспитания своих детей и для того, чтобы они были полезными в своих семьях, но редко кто-либо рекомендует их мужчинам; кто, глупо полагая, что деньги ответят на все вопросы, по большей части не видят ничего другого в женщине, на которой они хотели бы жениться… Девочки, между глупыми Отцами и невежественными Матерями, обычно так воспитаны, что традиционные Мнения являются для них всю их жизнь вместо Разума.
Оригинальный текст (англ.)The improvements of Reason, however requisite to Ladies for their Accomplishment, as rational Creatures; and however needful to them for the well Educating of their Children, and to their being useful in their Families, yet are rarely any recommendation of them to Men; who foolishly thinking, that Money will answer to all things, do, for the most part, regard nothing else in the Woman they would Marry … Girls, betwixt silly Fathers and ignorant Mothers, are generally so brought up, that traditionary Opinions are to them, all their lives long, instead of Reason.
— 
Здесь Дамарис Кедворт Мэшем утверждала, что для всего человечества было бы выгодно, если бы женщинам был разрешён доступ к высшему образованию, поскольку это позволило бы им лучше обучать своих сыновей и дочерей и продвигать разум в обществе. Во-вторых, Кедворт утверждала, что женщины должны иметь доступ к образованию не только для духовного благополучия своих детей, но и для своего собственного. Она утверждала, что «у женщин есть души, которые нужно спасать так же, как и у мужчин», и что, будучи благословленными рациональным мышлением, женщинам необходимо понимать принципы и ценности, лежащие в основе их собственных религиозных верований. «Им [женщинам], возможно, иногда говорят в отношении требований религии: они должны верить и делать то-то и то-то, потому что этого требует Слово Божье; но они не обязаны исследовать сами Писания, чтобы увидеть, так это или нет». Далее она утверждала, что обязанности и знания женщины не должны основываться на «неопределённых и изменчивых мнениях мужчин», а вместо этого они должны иметь возможность развивать свой разум, а также своё тело и формировать собственное мнение о духовности.

## Влияние на других философов
Можно утверждать, что работа Дамарис Кедворт Мэшем и её переписка со многими великими философами эпохи Просвещения повлияли на их опубликованные работы. В частности, предполагается, что она повлияла на вторую редакцию работы Локка «Опыт о человеческом разумении». Локк работал над различными редакциями этого трактата (с 1689 года до своей смерти в 1704 году), в это время он проживал с Мэшемами в их поместье Оутс, Хай-Лейвер, Эссекс. Таким образом, вполне вероятно, что Дамарис Кедворт имела бы некоторое интеллектуальное влияние на некоторые аспекты этих изменений. Пересматривая раздел «О власти», Локк, кажется, принимает многие идеи Ралфа Кедворта (и особенно те, которые содержатся в его неопубликованных рукописях, которые считаются второй и третьей частями его «Истинной интеллектуальной системы Вселенной» (1678)). Несмотря на то, что эти рукописи, как полагают, не находились во владении Дамарис до смерти её старшего брата Джона Кедворта (в 1726 году), влияние идей Ралфа Кедворта на работу Локка нельзя игнорировать, и это привело некоторых историков к мысли, что это было сама Дамарис Кедворт Мэшем (знакомая с работами своего отца), которая, возможно, повлияла на Локка во время этой второй редакции «О власти». Дамарис Кедворт Мэшем действительно проводила параллели с идеями своего отца о свободе воли (содержащимися в его третьей рукописи), которые появляются в её публикации «Обычные мысли»:

без способности Творения действовать вопреки Воле Творца не может быть никакой заслуги или превосходства в любом Творении; Таким образом, во Вселенной разрешено противоречие Воле Бога как необходимый результат несовершенства Творения, при величайшем даровании, на которое способно иметь Созданное Существо, а именно Свобода или свобода действия.
Оригинальный текст (англ.)without a capacity in the Creature to act contrary to the Will of the Creator there could be no desert, or self-excellency in any Created Being; contrariety to the Will of God is therefore permitted in the Universe as a necessary result of Creaturely imperfection, under the greatest endowment that a Created Being is capable of having, viz. That of Freedom or Liberty of Action.
— 
Это указывает на то, что её отец, вероятно, передал Дамарис многие из своих идей относительно свободы воли и отказа от детерминизма (либо непосредственно через чтение его рукописей, либо косвенно из её образования в области философского дискурса).

## Работы
- A discourse concerning the Love of God (A. and J. Churchill at the Black-Swan in Paternoster-Row, London 1696). Earlymoderntexts.com edition
- Occasional Thoughts in reference to a Vertuous or Christian Life (Awnsham and John Churchill at the Black-Swan in Paternoster-Row, London 1705). At Project Gutenberg (accessed 8 December 2014). Earlymoderntexts.com edition
- Briefwechsel zwischen Leibniz und Lady Masham. 1703—1705. In: Gottfried Wilhelm Leibniz: Philosophische Schriften (Weidmannsche Buchhandlung, Berlin 1887), vol. 3, pp. 331—375. [Leibniz writes in French, Lady Masham answers in English. Volume online.]